# نيك كيمب
نيك كيمب (16 ديسمبر 1956 في المملكة المتحدة - ) (بالإنجليزية: Nick Kemp)‏ هو لاعب كريكت بريطاني. لعب مع نادي مقاطعة ميدلسكس للكريكت ‏ وKent County Cricket Club ‏.

## وصلات خارجية
- نيك كيمب على موقع إي آس بي آن كريك إنفو (الإنجليزية)